# Souk Kdim
Souk Kdim  (in arabo سوق القديم‎?) è un centro abitato e comune rurale del Marocco situato nella provincia di Tétouan, regione di Tangeri-Tetouan-Al Hoceima. Conta una popolazione di 7 823 abitanti (censimento 2014).